# Akron Americans
Die Akron Americans waren ein US-amerikanisches Eishockeyfranchise der International Hockey League in Akron, Ohio.

## Geschichte
Der Verein wurde 1948 als Franchise der drei Jahre zuvor gegründeten International Hockey League gegründet. Sie ersetzten die Akron Stars, die von 1946 bis 1948 in der Ohio State Hockey League gespielt hatten. In ihrer ersten und einzigen Spielzeit erreichten die Americans den fünften und somit letzten Platz der South Division. In den 32 Spielen der regulären Saison konnte die Mannschaft nur vier Siege einfahren, woraufhin sie den Spielbetrieb nach nur einem Jahr bereits wieder einstellte.

## Saisonstatistik
Abkürzungen: GP = Spiele, W = Siege, L = Niederlagen, T = Unentschieden, OTL = Niederlagen nach Overtime SOL = Niederlagen nach Shootout, Pts = Punkte, GF = Erzielte Tore, GA = Gegentore, PIM = Strafminuten
| Saison  | GP | W | L  | T | OTL | SOL | Pts | GF  | GA  | Platz     | Playoffs           |
| 1948–49 | 32 | 4 | 25 | 3 | —   | —   | 11  | 111 | 200 | 5., South | nicht qualifiziert |

## Team-Rekorde

### Karriererekorde
Spiele: 30  Dan Wilkes
Tore: 20  Ed Faulkner
Assists: 17  Earl McCrone
Punkte: 35  Ed Faulkner
Strafminuten: 47  Frank Orlando